# Hühnerhöfen

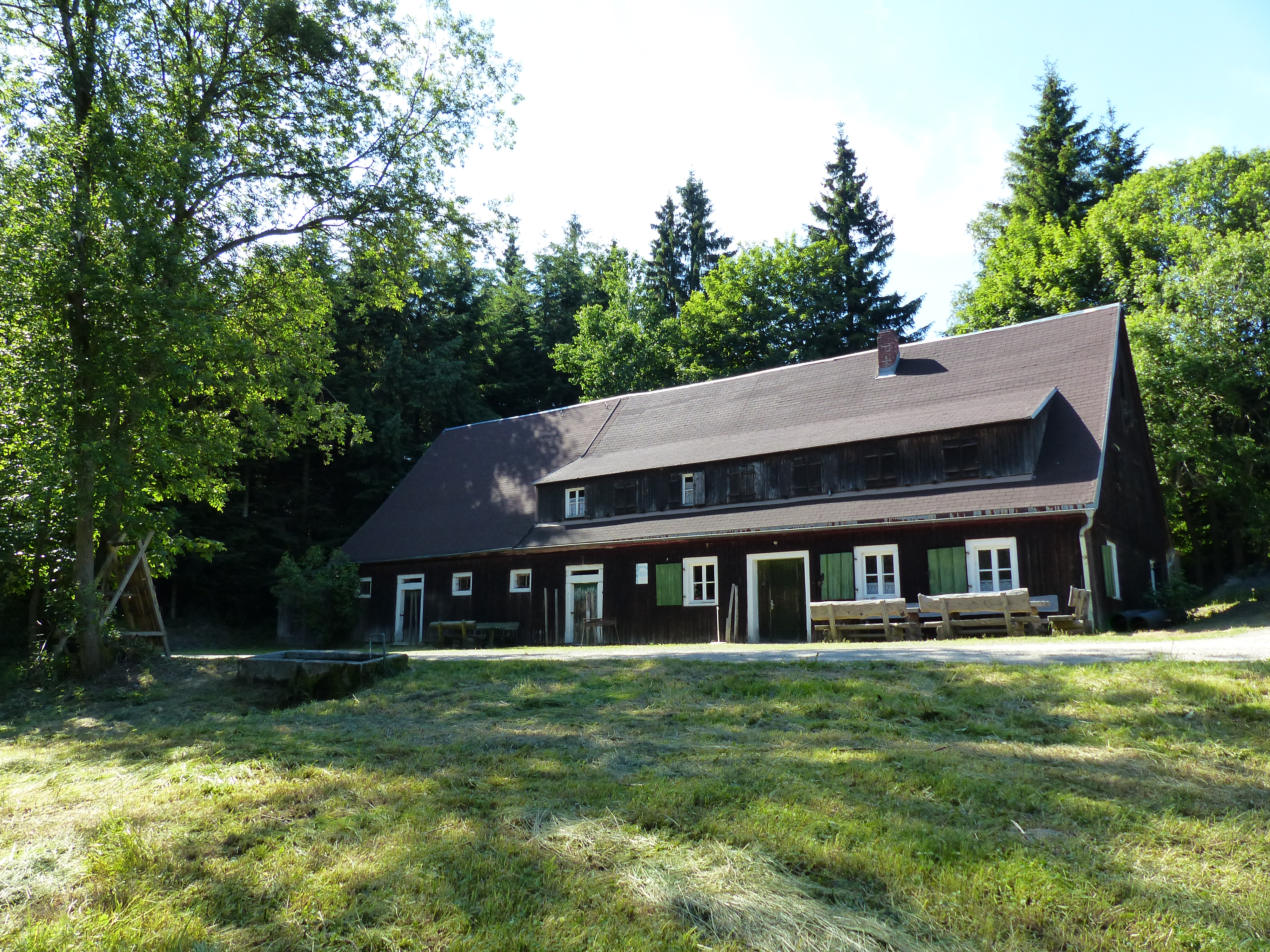
Ehemaliges Wohnstallhaus

Hühnerhöfen ist ein Gemeindeteil der Stadt Bad Weißenstadt im oberfränkischen Landkreis Wunsiedel im Fichtelgebirge in Bayern. Die Einöde war im Laufe seiner Geschichte phasenweise eine Wüstung, das verbliebene Gebäude ist unbewohnt.
Hühnerhöfen liegt nördlich der Staatsstraße 2180 in Höhe Torfmoorhölle zwischen Voitsumra und Kornbach. Es befindet sich innerhalb des Waldsteinmassivs am Südhang der Bärenhöhe. Der Ort wurde 1497 erstmals urkundlich erwähnt und ist im Landbuch der Sechsämter von 1499 mit „zwei halben Höfen“ beschrieben. Da der Ort an einer alten Heer- und Handelsstraße zwischen Franken und Böhmen lag, die über den Höllpass führte, ist er vermutlich deutlich früher entstanden. Hühnerhöfen verfügte über umfangreichen Grundbesitz und das Hutrecht, Rudolf Thiem geht davon aus, dass bereits vor der Ersterwähnung von Hühnerhöfen an dieser Stelle ein Dorf mit mehreren Gebäuden bestand. Es gibt mehrere Ortsbezeichnungen von verschwundenen Dörfern, die dafür in Frage kommen und bisher noch nicht lokalisiert werden konnten. Ähnlich wie in den benachbarten Dörfern mussten die Bewohner im Dreißigjährigen Krieg fliehen oder kamen ums Leben; die Ansiedlung wurde zur Wüstung. 1655 erfolgte der Wiederaufbau. In den Karten der Uraufnahme sind noch mehrere Gebäude eingezeichnet, Flurnamen sind Hinweise auf die Rodungsinsel. Bis ins 20. Jahrhundert sind die Besitzer des Anwesens bekannt, zuletzt als Bedienstete des Staatsforstes. Besitzer waren auch die verwandten Adelsfamilien Metzsch und Laineck, beginnend 1708 mit Heinrich Lorenz Metsch, Rat und Oberamtmann zu Stockenroth. Das verhältnismäßig große Areal um die Siedlung ist seit geraumer Zeit wieder aufgeforstet. Freiflächen vor dem Haus, die noch landwirtschaftlich genutzt werden, deuten Anteile des Rodungsbereichs an. Seit 1974 ist Hühnerhöfen unbewohnt. Am noch vorhandenen Bauernhaus, einem Wohnstallhaus mit Brunnen führt der Quellenweg auf der Etappe Torfmoorhölle – Saalequelle vorbei.